# 赤坂泰彦のサタデーリクエストバトル
赤坂泰彦のサタデーリクエストバトル（あかさかやすひこのサタデーリクエストバトル）は、ニッポン放送で1998年10月3日から2006年3月18日まで放送していたリクエスト番組。

## 番組概要
ニッポン放送は、1970年代後半から1980、90年代後半の土曜の午後にリクエスト番組を編成して来ており、同年下半期番組改編にて『あとちゃん・山瀬の歌のギャップ10』を終了させ、1998年10月に『NISSANラジオパラダイス』ゾーンにてスタート。
番組は同局のかつての長寿番組である『リクエスト合戦』の構成内容を踏襲し、2組のゲストが自分のリクエスト曲をかけるためにクイズで対決する。クイズは計7問出題される。最終的に正解数が多い方が勝ち。負けた方はあらかじめ用意された次回の番組宣伝の台本を読まされる罰ゲームを行う。リスナーはどちらのゲストが勝つかを予想し、電話、ファックス、メールや公式ホームページから投票。予想が当たった人の中から1名に電話をかけ、電話に出れば賞金10万円が当たる。
基本的には生放送であり、聴取者への電話も赤坂が直接受けていた。聴取率調査週間時の放送はスケジュールがなかなか取れない俳優などをゲストを招くなどで番組も事前収録になることが多く、その際には放送局員であるアシスタントが聴取者へ当選の電話の受け答えを行った。
2006年3月18日にて番組が終了し、後継番組として、日本テレビを退職し、フリーアナウンサーとなったばかりの福澤朗を起用したワイド番組『福澤朗ラヂオ☆スター ハイライト』を編成する事が決定した。当該放送枠で音楽番組が編成されたのは11年半後の2017年10月、『billboard JAPAN HOT100 COUNTDOWN』迄、編成され無かった。
赤坂は同局では当該番組終了から10年が経過した、2016年の4月と6月の聴取率調査週間時に『赤坂泰彦の洋楽リクエスト GOLDEN HITS FOREVER』を2回出演する事となった。

## 出演者

### パーソナリティ
- 赤坂泰彦（ラジオDJ、タレント）

### アシスタント
- 山本麻祐子（当時：ニッポン放送アナウンサー、元フジテレビアナウンサー）※クイズ出題担当

## 放送時間
当該番組の放送時間に『Jリーグ スーパースタジアム』が編成される場合は、13:55若しくは14:55迄の短縮放送
- 土曜：13:00 - 15:00 - 1998年10月3日 - 2006年3月18日

## 特別番組
- 赤坂泰彦のサタデーリクエストバトル 増刊号

2005年2月の聴取率調査週間時の編成で平日のプライムタイムに編成
2005年2月21日 22:00 - 24:00、ゲスト：若槻千夏、島崎和歌子